# Jonathan Vervenne
Jonathan Vervenne (født 27. maj 2003 i Riemst) er en cykelrytter fra Belgien, der kører for Fejl i Modul:Cykelhold: Wikidata-entitet ikke angivet..